# Zbigniew Woldański
Zbigniew Woldański – polski reżyser, aktor, scenarzysta, scenograf i choreograf, założyciel grupy tanecznej Studio Tańca Zibi. Utworzył Grupę Teatralną „Proscenium”. Absolwent Studium Wokalno-Tanecznego Komitetu ds. Radia i Telewizji przy Teatrze Rozrywki w Chorzowie oraz  Wszechnicy Świętokrzyskiej w Kielcach  na wydziale Pedagogiki.
W roku 1980 występował z zespołem na Festiwalu Piosenki Polskiej w Opolu, gdzie w 1981 roku na tymże festiwalu otrzymali „Bursztynową Paterę”. W 1982 roku zdał egzamin przed Państwową Komisja Egzaminacyjną Ministerstwa Kultury i Sztuki w Warszawie na tancerza estrady. Do 1985 roku pracował w Teatrze Rozrywki w Chorzowie jako  koryfej, solista, asystent reżysera i choreografa. Współpracował z Estradą Śląską i brał udział w licznych produkcjach filmowych, parateatralnych i rozrywkowych realizowanych przez TV Katowice. W 1985 roku był członkiem założycielem zespołu wokalno-tanecznego ATUT. W latach 1986–90 był członkiem "Kapeli Warszawskiej Staśka Wielanka",   jako aktor i wokalista. Płyty "Znakiem tego", " Śpiewajmy od serca", "Lwowskich Przedmieść Piosenki". Laureat dwóch "Scyzoryków" na Festiwalu Świętokrzyskie Scyzoryki 2015 w kategorii "Piosenka poetycka" i "Kabaret". Kolejny "Scyzoryk" otrzymał za piosenkę kabaretową w 2016. Płyta autorska pt. "Rozmaitości" wydana w 2016. W 2022 roku został laureatem "Świętokrzyskiej Nagrody Kultury" 
Jest reżyserem, aktorem, scenarzystą, scenografem, malarzem i choreografem i jak sam o sobie mówi "wymyślaczem" piosenek, założycielem grupy tanecznej Studio Tańca Zibi. Utworzył Grupę Teatralną „Proscenium”, z którą realizuje swoje autorskie spektakle muzyczne.